# Denuvo
Denuvo防篡改（英語：Denuvo Anti-Tamper）或Denuvo，是由奥地利Denuvo软件解决方案股份有限公司（Denuvo Software Solutions GmbH）开发的一种防篡改技术。该公司通过索尼数字音频光盘公司的管理层收购（MBO）而组成。2018年1月，Denuvo被Irdeto收购。
Denuvo声称这项技术不是一个数字版权管理（DRM）的解决方案，因为它旨在保护现有的DRM解决方案，如Origin联机访问和Steam许可管理制度。

## 技术
早期报道认为Denuvo防篡改“连续对自身进行加密和解密，所以它是不可能被破解的。”Denuvo软件解决方案指出该技术“不对存储介质上的任何数据进行连续加密和解密。因为这样做对安全和性能方面并无益处。”该公司没有透露Denuvo防篡改的工作方式。2014年12月1日，3DM技术组声称已破解Denuvo防篡改，并发布了使用Denuvo保护的EA Origin联机访问DRM的电子游戏《龙腾世纪：审判》的破解演示视频，破解花费了15天，这对PC游戏来说并不寻常。3DM技术人员称该技术涉及“64位加密”，每个已安装的系统的特定硬件都需要唯一的加密密钥。在被问及该技术的发展时，Denuvo承认“每一个受保护的游戏最终都会被破解。”Ars Technica指出主流游戏发布后30天内是其最重要的销售时期，如果Denuvo加密意味着一个游戏会在较长时间后被攻破，那么发行商会认为它是成功的。
2016年1月，3DM站长宿菲菲发文表示受Denuvo保护的《正当防卫3》破解到跨处理器时，由于难度太大 ，几乎放弃。她还称按照目前的加密技术趋势发展，两年后PC游戏将无法破解。 Denuvo的托马斯·戈贝尔（Thomas Goebl）认为这种技术的存在会使一些主机独占的游戏发布PC版本。2月，受《三国志13》破解风波的影响，3DM决定停止一切对Denuvo加密的继续研究。几天后，宿菲菲再次发文称3DM近期会公布最新Denuvo加密的解决方案，包括《FIFA 16》、《正当防卫3》、《古墓奇兵：崛起》，并表示“目前我们还没有被难住”。2016年8月初，有报道称《毁灭战士》的Denuvo保护已被绕过，其他游戏的破解会在随后几天放出。尽管破解组第一次发布后这些漏洞已被修复，但后来《古墓奇兵：崛起》、《Inside》和《毁灭战士》接连被破解小组CONSPIR4CY（CPY）攻破。Playdead后来更新移除了《Inside》的Denuvo加密。id Software同样也在2016年12月通过补丁的形式移除了《毁灭战士》的Denuvo加密。2017年1月29日，《生化危机7》在发售5天后遭CPY破解，成为最快被破解的使用最新Denuvo技术的游戏。
2017年5月7日，俄罗斯黑客组织破解了使用Denuvo最新版本的游戏《尼爾：自動人形》和《狙擊之王：幽灵战士3》，之后又陆续破解多款使用Denuvo的游戏。2017年6月6日，匿名黑客组织STEAMPUNKS攻破《冤罪殺機2》。

## 争议
一些消费者称Denuvo防篡改缩短了固态硬盘（SSD）的寿命，因为它将过量的数据写入驱动器。此外，也有测试者发现Denuvo影响游戏性能，会延长加载时间和突然掉帧。 但Denuvo开发商一直声称不会影响游戏。